# Kelvin Leerdam
Kelvin Leerdam (Paramaribo, 1990. június 24. –) suriname-i válogatott labdarúgó, az amerikai LA Galaxy hátvédje.

## Pályafutása

### Klubcsapatokban
Leerdam Suriname fővárosában, Paramaribóban született. Az ifjúsági pályafutását a holland Elinkwijk csapatában kezdte, majd a Feyenoord akadémiájánál folytatta.
2008-ban mutatkozott be a Feyenoord első osztályban szereplő felnőtt keretében. 2013-ban a Vitesse szerződtette. 2017-ben az észak-amerikai első osztályban érdekelt Seattle Soundershez írt alá. 2021-ben az Inter Miamihoz igazolt. 2022. január 6-án kétéves szerződést kötött a LA Galaxy együttesével. Először a 2022. április 3-ai, Portland Timbers ellen 3–1-re megnyert mérkőzésen lépett pályára. Első gólját 2023. március 19-én, a Vancouver Whitecaps ellen hazai pályán 1–1-es döntetlennel zárult találkozón szerezte meg.

### A válogatottban
Leerdam az U19-es és az U21-es korosztályú válogatottban is képviselte Hollandiát.
2021-ben debütált a suriname-i válogatottban. Először a 2021. március 24-ei, Kajmán-szigetek ellen 3–0-ra megnyert VB-selejtezőn lépett pályára.

## Statisztikák
2023. március 19. szerint
| Klub             | Szezon   | Osztály  | Bajnokság | Bajnokság | Kupa  | Kupa | Nemzetközi | Nemzetközi | Összesen | Összesen |
| Klub             | Szezon   | Osztály  | Meccs     | Gól       | Meccs | Gól  | Meccs      | Gól        | Meccs    | Gól      |
| ---------------- | -------- | -------- | --------- | --------- | ----- | ---- | ---------- | ---------- | -------- | -------- |
| Seattle Sounders | 2017     | MLS      | 20        | 1         | 0     | 0    | —          | —          | 20       | 1        |
| Seattle Sounders | 2018     | MLS      | 28        | 0         | 0     | 0    | 1          | 0          | 29       | 0        |
| Seattle Sounders | 2019     | MLS      | 33        | 6         | 1     | 0    | —          | —          | 34       | 6        |
| Seattle Sounders | 2020     | MLS      | 25        | 3         | 0     | 0    | 2          | 0          | 27       | 3        |
| Seattle Sounders | Összesen | Összesen | 106       | 10        | 1     | 0    | 3          | 0          | 110      | 10       |
| Inter Miami      | 2021     | MLS      | 29        | 0         | 0     | 0    | —          | —          | 29       | 0        |
| LA Galaxy        | 2022     | MLS      | 10        | 0         | 3     | 0    | 1          | 0          | 14       | 0        |
| LA Galaxy        | 2023     | MLS      | 3         | 1         | 0     | 0    | —          | —          | 3        | 1        |
| LA Galaxy        | Összesen | Összesen | 13        | 1         | 3     | 0    | 1          | 0          | 17       | 1        |
| Összesen         | Összesen | Összesen | 148       | 11        | 4     | 0    | 4          | 0          | 156      | 11       |

### A válogatottban
| Válogatott | Év       | Pályára lépés | Gól |
| ---------- | -------- | ------------- | --- |
| Suriname   | 2021     | 7             | 0   |
| Suriname   | 2022     | 5             | 0   |
| Suriname   | 2023     | 1             | 0   |
| Összesen   | Összesen | 13            | 0   |

## Sikerei, díjai
Vitesse
- Holland Kupa
  - Győztes (1): 2016–17

Seattle Sounders
- MLS
  - Bajnok (1): 2019